# Playa Los Sauces
Playa Los Sauces con sus metros de largo, se encuentra al sur de Playa SUPEH y al norte de Playa Las Golondrinas en el norte santacruceño, más precisamente en la Cuenca del Golfo San Jorge.
Esta playa es muy concurrida por vecinos tanto de Caleta Olivia, Pico Truncado, Las Heras (Santa Cruz), Cañadón Seco, Rada Tilly y Comodoro Rivadavia, en el verano suele ser muy concurrida para pasar tardes a la luz del sol. 
Este balneario le rinde homenaje al Sauce, plantas que se distribuyen por las zonas frías y templadas del Hemisferio Norte, principalmente en tierras húmedas. Antes del camino que realiza el desvío hasta la mencionada playa desde Ruta 3 se pueden observar un cordón de sauces a lo largo de la ruta.
Señalización estado del mar (Banderas)
|  | Indica la prohibición del baño. |
|  | Playa peligrosa, se permite el baño con limitaciones. Se deberán adoptar las medidas de seguridad que en cada caso se consideren adecuadas. No estará prohibido el baño en zonas donde el bañista no pueda permanecer tocando fondo y con la cabeza fuera del agua. Y los socorristas te irán a socorrer si te pasa algo. |
|  | Playa libre, el baño está permitido, no siendo necesario adoptar medidas especiales distintas a las de la propia protección personal. |